# Mamoea cooki
Mamoea cooki là một loài nhện trong họ Amphinectidae. Loài này phân bố ở New Zealand.